# Mooirivier (hotel)
Mooirivier is een in 2008 geopend viersterrenhotel en congrescentrum gelegen aan de Overijsselse Vecht nabij Dalfsen. Naar ontwerp van Jan Jans kwam in 1954 op deze plek vakantieoord "De Vechtstroom" tot stand. Van 1970 tot 2008 stond het gebouw bekend onder de naam "De Bron", een conferentiecentrum met christelijke signatuur.

## Geschiedenis
Het pand aan de Vecht dateert uit 1954 en is gelegen op een rivierduin in het Vechtdal, nabij de Stuw van Vilsteren. Oorspronkelijk fungeerde het gebouw als een vakantie- en ontspanningsoord onder de naam "De Vechtstroom", uitgebaat door dichter en schrijver Gerrit Kamp uit Almelo.
In 1970 maakte de evangelist Frans Hoekendijk van de accommodatie een conferentiecentrum met de naam "De Bron". Een gelijknamige stichting werd opgericht om christenen uit diverse kerken een accommodatie te bieden voor het houden van conferenties, weekends, bezinningsdagen, retraites en vakantieweken. De Bron verwierf een vaste plek in de Top 10 van de Nederlandse ranglijst van internationale congrescentra.
Na het overlijden van Hoekendijk in 1998 heeft zijn zoon Francis het centrum gaandeweg omgevormd tot een hotel- en congrescentrum, dat in 2008 de naam Mooirivier kreeg, waarbij de naam van het hotel een verwijzing is naar de ligging aan de rivier de Vecht en de christelijke signatuur verdween. In 2012 werd Mooirivier door de Nederlandse Hotelclassificatie geclassificeerd als viersterrenhotel.
In 2011 werd in deze accommodatie het zogenaamde "verdrag van Dalfsen" gesloten, waarbij de voorzitters van de bij de vakcentrale FNV aangesloten bonden onder leiding van Han Noten en Herman Wijffels afspraken maakten over de toekomst van de FNV.